# قطب مساعد
القطب المساعد او الكاثود المساعد و يسمى بالكاثود الثابت و هو كاثود يستخدم في خلية كهروكيميائية ثلاثية الأقطاب لتحليل الفولتامتري أو التفاعلات الكهروكيميائية الأخرى التي من المتوقع أن يتدفق فيها تيار كهربائي. يختلف القطب المساعد عن القطب المرجعي، والذي يقوم بقياس الجهود الكهربائية، والقطب الكهربي العامل الذي تحدث على سطحه التفاعلات.

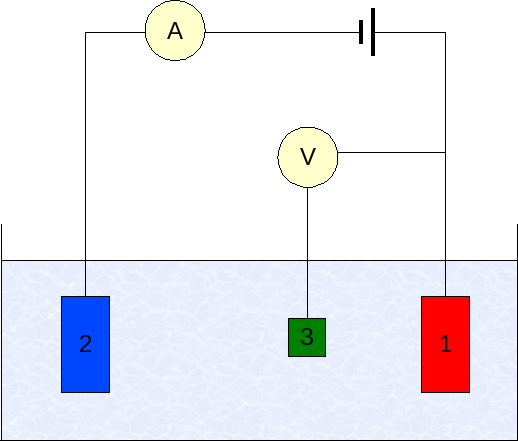
خلية كهروكيميائية ثلاثية الاقطاب. 1) قطب العمل، 2)القطب المساعد، 3) القطب المرجعي القياسي

في نظام ثنائي القطب ، يتم تطبيق تيار أو جهد معروف بين قطب العمل و القطب المساعد و خلال هذه العملية يمكن قياس المتغيرات الآخرى. يعمل القطب المساعد كقطب سالب عندما يعمل القطب العامل كقطب موجب والعكس صحيح. غالبًا ما يكون القطب المساعد ذو مساحة سطح أكبر بكثير (يجب أن يكون سطح قطب المساعد أكبر بعشر مرات على الأقل ) من مساحة قطب العمل لضمان أن نصف التفاعل الذي يحدث في القطب المساعد يمكن أن يحدث بسرعة كافية حتى لا يحد من العملية على سطح قطب العمل. و يعد وضع قطب العداد مقابل القطب العامل مهمًا جدًا
عند استخدام خلية من ثلاثة قطب كهربائي لإجراء التحاليل الكهروكيميائية ، يوفر القطب المساعد، جنبًا إلى جنب مع القطب العامل، دائرة كهربائية يتم فيها تطبيق التيار كهربائي أو قياسه. هنا ، لا يتم قياس جهد القطب المساعد عادةً ويتم تعديله لموازنة التفاعل الذي يحدث في قطب العمل. تسمح هذه الدائرة بقياس جهد قطب العمل مقابل قطب مرجعي معروف دون المساس باستقرار هذا القطب المرجعي عن طريق تمرير التيار أعلى منه.
يمكن عزل القطب المساعد عن قطب العمل باستخدام مزيج تزجيج. حيث يمنع هذا العزل أي منتجات ثانوية متولدة على القطب المساعد من تلويث المحلول المدروس: على سبيل المثال ، إذا تم إجراء اختزال على سطح قطب العمل في محلول مائي، فقد ينطلق الأكسجين من القطب المساعد. هذا العزل أمر بالغ الأهمية أثناء التحليل الكهروكيميائي للمركبات التي لها تفاعلات أكسدة واختزال عكوسة.
غالبًا ما تُصنع الأقطاب الكهربائية المساعدة من مواد خاملة كهروكيميائيًا مثل الذهب أو البلاتين أو الكربون. و يجب أن يكون قطب المساعد موصلًا كهربائيًا جيدًا. هذا الشرط واضح. إذا لم يكن القطب المساعد موصلًا جيدًا ، فهذا يعني أن كمية ضعيفة من التيار يمكن أن تمر عبر سطح القطب المساعد، والذي سيحدد لنا بعد ذلك التيار المقاس للخلية الكهروكيميائية. لذلك ، سيوفر التيار المقاس معلومات حول خصائص القطب المساعد بدل نصف التفاعل الذي يحدث على سطح قطب العمل.